# Schlacht bei Philomelion
Philomelion – Iconium – Akkon – Arsuf – Jaffa
Die Schlacht bei Philomelion wurde am 7. Mai 1190 während des Dritten Kreuzzuges (1189–1192) zwischen der Vorhut des deutschen Heeres Friedrichs I. (genannt Barbarossa) und dem Heer der Rum-Seldschuken ausgekämpft.

## Vorgeschichte
Auf dem Dritten Kreuzzug hatte Barbarossas Kreuzfahrerheer im März 1190 mit byzantinischen Schiffen bei Gallipoli den Hellespont nach Kleinasien überquert. Am 28. April passierte das Kreuzzugsheer die Stadt Laodicea und betrat das Gebiet des Sultans von Iconium.
Eigentlich hatte der dortige Sultan, Kılıç Arslan II., dem Kreuzzugsheer schon 1188 freien Durchgang sowie das Recht zugesichert, auf türkischen Märkten Lebensmittel einzukaufen. Unterdessen hatte Kılıç Arslan aber die Regierungsgeschäfte seinen Söhnen übertragen, und der älteste von ihnen, Qutd-ad-Din (auch Rutbeddin), hatte sich mit einem Sohn Saladins auf ein Bündnis gegen die Kreuzfahrer verständigt. So kam es in der gebirgigen Gegend laufend zu Attacken und Hinterhalten von kleineren Banden seldschukischer Reiter und Bogenschützen. Zudem forderte die Hitze und bald ein Mangel an Nahrungsmitteln und Wasser viele Opfer bei Mensch und Tier.
Barbarossa fürchtete am Gebirgspass von Myriokephalon in einen Hinterhalt des rum-seldschukischen Hauptheeres zu geraten, wie es schon den Byzantinern 1176, in der Schlacht von Myriokephalon, ergangen war. Daher entschied er sich, den Pass über steile Gebirgswege zu umgehen. Im Gänsemarsch in der gebirgigen Landschaft zog sich das Kreuzzugsheer etliche Kilometer weit auseinander und war entsprechend leicht angreifbar für schnelle Attacken. Der Transport von Material mit Packtieren machte insbesondere Schwierigkeiten.
Die Spitze des Kreuzfahrerheeres erreichte am 7. Mai 1190 die Ebene von Philomelion (türkisch: Akşehir, latein.: Philiomelium). Als sie dort auf ein geordnetes seldschukisches Heer trafen, wussten die Kreuzfahrer mit Sicherheit, dass es sich bei den vorangegangenen Überfällen nicht um herrenlose Räuber gehandelt hatte.
Ein Großteil des Kreuzfahrerheeres befand sich noch viele Kilometer weit entfernt – so auch Friedrich Barbarossa. Die folgende Schlacht wurde daher von dessen Sohn, Herzog Friedrich VI. von Schwaben, sowie Herzog Berthold von Dalmatien und Meranien, Markgraf von Istrien, befehligt.

## Die Schlacht
Das Kreuzfahrerheer war aufgrund des strapaziösen und entbehrungsreichen Marsches vollkommen ermattet und die meisten Pferde waren unterwegs getötet worden. Allerdings waren die Wetterverhältnisse für die Kreuzfahrer günstig. Denn sie hatten den Wind und damit den Sand im Rücken, während die Seldschuken teilweise schwer geblendet waren.
Die Kreuzfahrer trugen schwere Rüstungen und hatten sich in enger Formation aufgestellt. Damit zeigten sie sich gegen die seldschukischen Fernkämpfer nahezu immun. Auch kämpften die Kreuzfahrer diszipliniert und ließen sich kaum durch die üblichen Scheinangriffe der Seldschuken aus ihrer dichten Formation herauslocken, was sie zu einer leichteren Beute für die seldschukische leichte Reiterei gemacht hätte. Die Seldschuken rannten trotzdem einige Male erfolglos gegen das Kreuzzugsheer an, mussten aber ihre ungünstige Lage erkennen und zogen sich schließlich unter schweren Verlusten vom Schlachtfeld zurück.
Ein deutscher Chronist bezifferte die seldschukischen Toten auf 4174 Mann.
Der byzantinische Chronist Niketas Choniates berichtet, dass die Kreuzfahrer anschließend am selben Tag die Stadt Philomelion besetzten und niederbrannten, seine Erwähnung steht allerdings isoliert, da weder westliche, noch orientalische Autoren ähnliches berichten. Vermutlich war die Stadt schon unter Manuel I. Komnenos zerstört, die christliche Bevölkerung nach Bithynien umgesiedelt worden und die Stadt lag seither in Ruinen.

## Folgen
Der Sieg der Kreuzfahrer fügte den Seldschuken die ersten schweren Verluste zu. Diese vermieden es nunmehr wieder, sich den Kreuzfahrern zum Nahkampf zu stellen und dezimierten das hungernde Kreuzfahrerheer auf seinem Marsch nach Iconium weiterhin, mit ständigen kleineren Blitzangriffen und Hinterhalten.
Am 18. Mai erreichten die Kreuzfahrer schließlich die rum-seldschukische Hauptstadt und eroberten sie im Laufe der Schlacht bei Iconium. Dieser Sieg brachte ihnen wieder eine ausreichende Nahrungsversorgung sowie freies Geleit ins christliche Kleinarmenien ein.